# Jorge González von Marées
Jorge González von Marées (Santiago, 4 de abril de 1900-Santiago, 14 de marzo de 1962) fue un abogado y político chileno. Cofundador y principal líder del Movimiento Nacional-Socialista de Chile (MNSCh). Posteriormente fue fundador y director del partido antifascista Vanguardia Popular Socialista (VPS), se desempeñó como diputado de la República, durante dos periodos consecutivos entre 1937 y 1945. Luego, se integró al Partido Liberal de Chile (PL), ejerciendo como secretario general de éste desde 1950 hasta 1951.
Conocido principalmente por su activismo fascista con el M. Nacional-Socialista, muchos concuerdan en que González fue una persona poco excepcional y sin ideas claras que, más bien, se adaptaba a las circunstancias que prometían prosperidad en la vida política. El papel que ocupó como El Jefe (versión chilena del Führer) en muchos sentidos sobrepasó la realidad de su limitada capacidad política, y fue más bien un invento que el académico Carlos Keller intentó construir sobre lo que consideró en su momento como una persona cuya vida era un ejemplo de lucha e integridad similares a las de Adolf Hitler. 
Fue definido por Stanley Payne, en su clásico estudio sobre el fascismo, como "...un idealista abstractamente moralizante al que le gustaba hacer hincapié en la pedagogía política para la nación."
Luego de la Matanza del Seguro Obrero y la creciente impopularidad del Tercer Reich, González comenzó a moverse erraticamente en el espectro político, pasando del fascismo al socialismo antifascista y luego a la derecha liberal. Muchos miembros del MNSCh lamentaron la confianza puesta en él, sobre todo el filósofo y amigo personal de Oswald Spengler, Carlos Keller, quien frustrado ante su fallido intento de materializar las ideas spenglerianas en González, le dedicó un novela satírica en que lo representa como un hombre cobarde, mentiroso, ególatra y exaltador de sí.

## Primeros años

### Familia
Hijo de Marcial González Azócar (médico fundador de la Clínica Alemana) y de la noble Sofía von Marées Sommer (inmigrante germana, sobrina del pintor Hans von Marées).
Se casó con Laura Alliende Wood, con quien tuvo 5 hijos; Consuelo, Jimena, Jorge, Laura y María Inés González Alliende.

### Estudios y vida laboral
Estudió en el Instituto Nacional y posteriormente en la Escuela de Derecho de la Universidad de Chile, donde se graduó en mayo de 1932 con la memoria: El problema obrero en Chile, demostrando su interés por la política, el que profundizó en dos publicaciones ulteriores: El mal de Chile y El problema del hambre, donde criticó los sistemas económico y social del país.
González se desempeñó en el Juzgado de Policía Local de Ñuñoa y escribió publicaciones en derecho. Posteriormente, participó como secretario y alcalde de la misma comuna, designado por el presidente Juan Esteban Montero entre 1931 y 1932.

### Ideología
Su ideología se basaba en las doctrinas nacional-corporativistas del fascismo italiano y la concepción ideológica portaliana.
Posteriormente se declararía de izquierda y antifascista, para luego terminar sus días abrazando las ideas de la derecha liberal.

## Desarrollo político

### Organización Secreta TEA
Uno de los primeros pasos de Jorge González von Marées en su trayectoria política, fue formar parte de la organización secreta TEA (tenacidad, entusiasmo, abnegación), la cual tenía como objetivo derribar el gobierno del presidente Alessandri. A pesar de la poca información que se tiene de esta organización, se sabe que González ejerció como "Legionario" en ella, una especie de líder zonal. Tras una serie de atentados, distribuidos a lo largo de los 2 años que duró la organización (1923-1924), que más parecieron jugarretas, TEA se disolvería, integrándose sus militantes a otros movimientos, principalmente de carácter fascista. El tipo de sabotajes y atentados realizados por TEA serviría como antesala de lo realizado por el nacismo, quien ocupo un estilo muy similar (atentados sin víctimas) para hacer frente a Alessandri, de quien fueron opositores durante todo su gobierno.

### Elnacismo
Siguiendo el surgimiento del movimiento nazi en Alemania y en otros países, principalmente europeos, el 5 de abril de 1932 González von Marées, junto con el economista Carlos Keller y el militar en retiro Francisco Javier Díaz, fundó el Movimiento Nacional-Socialista de Chile (MNSCH), donde se convirtió rápidamente en uno de sus líderes.
En un inicio, los miembros del MNS, conocidos como nacistas, tuvieron enfrentamientos con miembros de corrientes políticas contrarias, tanto de la derecha liberal como de grupos marxistas y estalinistas, por lo que en 1933 crearon las "Tropas Nacistas de Asalto" —inspiradas en las Sturmabteilung (SA) alemanas—, cuya labor fundamental fue la protección y disuasión de las fuerzas atacantes; cuatro de sus militantes fallecieron en violentos enfrentamientos callejeros.
Aunque en un comienzo González von Marées también se declaró como antisemita, con el paso del tiempo fue el encargado de eliminar el racismo del nacismo chileno, que consideraba el «equivalente materialista de la lucha de clases impulsada por el marxismo y el consumismo capitalista».
A poco de ser fundado, este grupo logró penetrar en sindicatos, además en grupos de clase media y alta de Chile, contando en 1935 con más de 20 000 militantes a lo largo del país y con importante presencia en federaciones estudiantiles universitarias, llegando incluso a ocupar la presidencia de la FECH. Sus medios de difusión fueron el diario Trabajo (1933) y la revista Acción Chilena (1934). También colaboró en diarios y revistas como Debates, El Estanquero, El Mercurio y Zig-Zag. Además, fundó el periódico La Raza.
En las elecciones parlamentarias de 1937 lograron tres diputados: el "jefe" Jorge González von Marées fue elegido por Santiago, Fernando Guarello Fitz-Henry por Valparaíso y Gustavo Vargas Molinare por Temuco. Sin embargo, Keller fue derrotado en su postulación por Osorno. Obtuvieron en total el 2,04 % de los votos a nivel nacional. González obtuvo la primera mayoría en Santiago por estrecho margen, recibiendo 4238 votos. Von Marées en el período 1937-1941, integró la Comisión Permanente de Industrias.
El día de la apertura de las sesiones del Congreso Nacional, se produjo un altercado entre los parlamentarios, producto de la fuerte polarización política existente en el momento. En dicha ocasión, González von Marées desenfundó un revólver y disparó un tiro, siendo detenido de inmediato; sin embargo, fue puesto en libertad algunas horas después. Finalmente, fue desaforado en junio de 1938.
Pese al rechazo que generaron en el Congreso Nacional y al pronto desafuero de González, los nacistas participaron activamente en algunos proyectos de ley.

### Matanza del Seguro Obrero
Las tensiones en las postrimerías del gobierno de Arturo Alessandri aumentaron conforme se acercaba la elección presidencial de 1938.
El MNS, uno de los principales grupos opositores a Alessandri y su candidato Gustavo Ross, intentó provocar un golpe de Estado para derrocar al presidente y así asumiera el general Carlos Ibáñez del Campo, candidato presidencial independiente pero apoyado por los nacistas. Para esto, el 5 de septiembre de 1938, cerca de 60 jóvenes nacistas tomaron la Casa Central de la Universidad de Chile. Sin embargo, la toma fue un fracaso y tras un arduo tiroteo, los jóvenes depusieron su resistencia y se entregaron a la Policía. Los insurgentes fueron trasladados a la Caja del Seguro Obrero localizada en los alrededores, donde fueron fusilados. González von Mareés fue posteriormente arrestado, acusado de instigar un golpe de Estado.

A los miembros del Movimiento Nacional Socialista, que con tanto fervor y abnegación me siguieron incondicionalmente durante varios años y que con estoicismo ejemplar afrontaron la lucha cobarde y ruin con que nuestros adversarios pretendieron aniquilarnos, les expreso mi más honda gratitud por la fe y la confianza jamás desmentidas que supieron demostrarme, y si hoy se sienten ellos defraudados por mi actuación, les ruego crean que soy sincero al decirles que en todo momento hice lo humanamente posible por mantener incólumes nuestros ideales y conducirlos al triunfo.
Fragmento de carta escrita por Jorge González von Marées. Publicada por El Diario Ilustrado, Santiago, 8 de septiembre de 1938.

El hecho provocó conmoción pública, especialmente entre los opositores al gobierno de Alessandri. La victoria de Ross, producto de la división de las fuerzas opositoras tras las candidaturas de Ibáñez y la del radical Pedro Aguirre Cerda apoyado por otras colectividades de izquierda, era prácticamente inminente. Sin embargo, el repudio producto de la matanza del Seguro Obrero y la petición de González de una alianza entre los opositores llevó a que Ibáñez renunciara a su candidatura. Finalmente, Pedro Aguirre Cerda fue elegido con un 51 % de los votos, equivalente a menos de 5 000 sufragios de diferencia. Considerando que el MNS tenía una votación cercana a los 20 000 votos, su alianza con Aguirre Cerda fue vital para la victoria de este.
Tras la asunción del radical a la presidencia, los detenidos por la Matanza del Seguro Obrero fueron indultados, entre los que se encontraba González von Marées.

### Tras la matanza

#### Giro al socialismo y el antifascismo

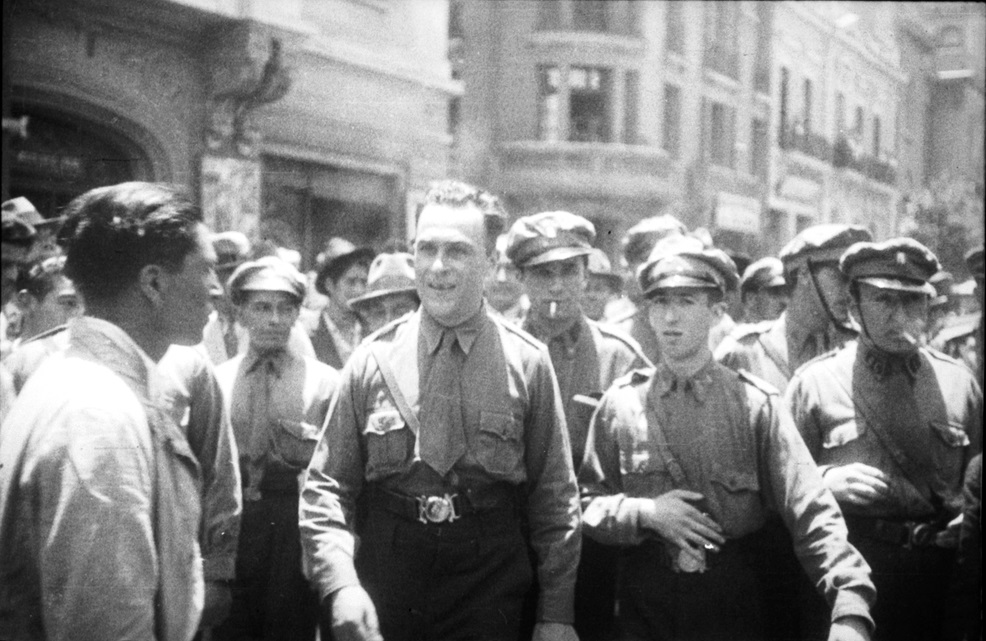
Jorge González Von Marées desfila con miembros de la VPS en 1940.

En 1941, el MNS se convirtió en Vanguardia Popular Socialista (VPS) y González von Marées fue nuevamente electo diputado por la Séptima Agrupación Departamental para el periodo 1941-1945. Fue diputado reemplazante en la Comisión Permanente de Gobierno Interior; y en la de Hacienda. Integró la Comisión Permanente de Constitución, Legislación y Justicia.
Sin embargo, en pleno desarrollo de la Segunda Guerra Mundial, las diferencias entre los nacistas y los radicales se fueron acrecentando hasta llegar a graves enfrentamientos, que terminaron con un muerto y varios heridos. La Policía detuvo una vez más a González von Marées para determinar su implicación en los hechos, pero éste respondió con un tiroteo. Tras detener a González el 24 de mayo de 1941, se le envió a un manicomio, del cual salió cuando su período como diputado expiró.
Tras la ruptura de relaciones diplomáticas entre Chile y la Alemania nazi, de acuerdo a informaciones de la inteligencia británica, diversos movimientos, entre los que se contaba a González von Marées, habrían iniciado planes para provocar un golpe de Estado contra el presidente Juan Antonio Ríos, quien habría sido apoyado incluso por parte del gobierno militar argentino. El complot fue desarmado por el gobierno y los Estados Unidos enviaron el crucero Trenton a las costas de Valparaíso para intimidar a quienes intentasen derrocar al Gobierno chileno.
La derrota alemana en la guerra provocó a su vez que el movimiento nacista entrara en franca declinación, hasta la desaparición del VPS.

#### Giro al liberalismo
Finalmente, González von Marées se incorporó al Partido Liberal, del que fue nombrado secretario general en 1950, razón por la que era visto como "traidor" entre sus excamaradas nacional-socialistas; sus detractores nazis más conocidos fueron Carlos Keller, Miguel Serrano y Ricardo Boizard. En 1952, asumió como gerente de la firma "Constructores González von Marées y Cía." y, en 1958, terminó por renunciar al Partido Liberal cuando esta formación decidió apoyar a Jorge Alessandri como candidato presidencial.
Finalmente, González von Marées falleció en el Hospital José Joaquín Aguirre de Santiago de Chile a las 8:00 del 14 de marzo de 1962, a los 61 años de edad. Fue sepultado en el Cementerio General de Santiago.

## Obras
Algunos textos escritos por González von Marées son:
- González von Marées, Jorge (1932). La concepción nacista del Estado. Santiago, Chile.
- González von Marées, Jorge (1936). Nacismo o comunismo. Santiago, Chile: Editorial El Esfuerzo.
- González von Marées, Jorge (1937). El problema del hambre (Sus causas y solución). Santiago, Chile: Editorial Ercilla.
- González von Marées, Jorge (1937). La Hora de la Decisión. Santiago, Chile
- González von Marées, Jorge (1939). Pueblo y Estado. Santiago, Chile.
- González von Marées, Jorge (1939). La violencia nacista y los partidos políticos. Santiago, Chile
- González von Marées, Jorge (1940). El mal de Chile: (Sus causas y sus remedios). Santiago, Chile: Ediciones Diego Portales.